# باتريك زيغلر
باتريك زيغلر (بالألمانية: Patrick Ziegler)‏ (9 فبراير 1990 في ألمانيا - ) هو لاعب كرة قدم ألماني في مركز الدفاع. لعب مع بادربورن 07 ونادي كايزرسلاوترن ونادي أونترهاخينغ وSpVgg Unterhaching II ‏.

## وصلات خارجية
- باتريك زيغلر على موقع قاعدة بيانات كرة القدم.إي يو (الإنجليزية)
- باتريك زيغلر على موقع بيانات كرة القدم. دي إي (الألمانية)
- باتريك زيغلر على موقع Soccerway.com (الإنجليزية)
- باتريك زيغلر على موقع عالم كرة القدم.نت (الإنجليزية)
- باتريك زيغلر على موقع AS.com (الإسبانية)